# Maurice Genevoix

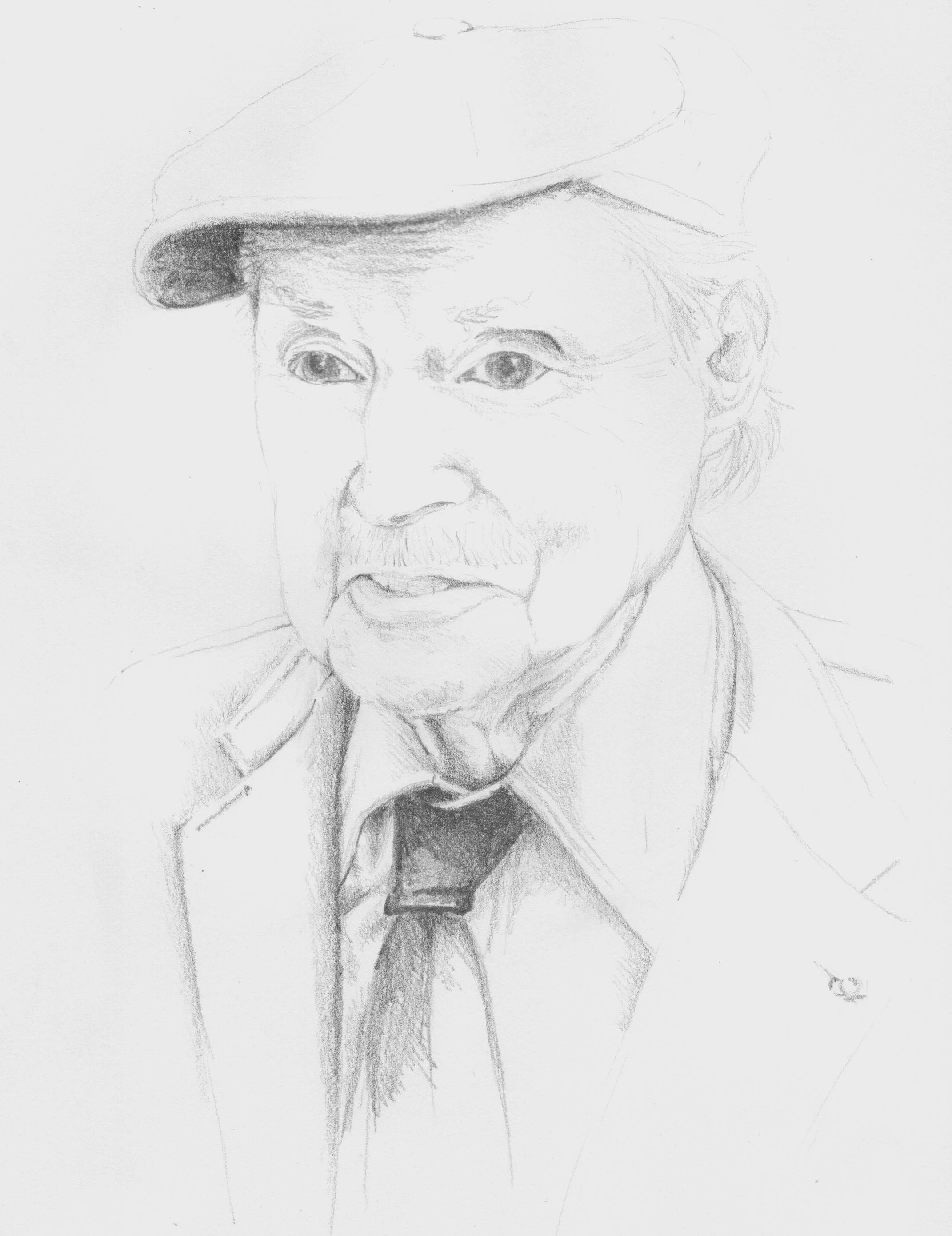
Maurice Genevoix

Maurice Genevoix (* 29. November 1890 in Decize (Nièvre); † 8. September 1980 in Xàbia, Provinz Alicante, Spanien) war ein französischer Schriftsteller und ein bedeutender Zeitzeuge des Ersten Weltkriegs.

## Leben und Werk
Nach seiner Schulzeit am Gymnasium Pothier in Orléans erhielt Maurice Genevoix Zugang zum Studium an der École normale supérieure, der französischen Elitehochschule für Lehrende im gymnasialen und universitären Bereich. 
Zu Beginn des Ersten Weltkriegs wurde er als Leutnant 2. Klasse zur Infanterie eingezogen. Er nahm an der Schlacht an der Marne teil. Sein Regiment wurde im September 1914 in den Raum Verdun verlegt. Am 25. April 1915 wurde er bei Les Éparges schwer verwundet. Nach langer Genesungszeit wurde er als Vollinvalide aus der Armee entlassen. Insgesamt hatte er acht Monate als Frontsoldat verbracht.
Er kam mit der Rückkehr ins Zivilleben nur schwer zurecht und zog sich aufs Land zurück und betätigte sich als Literat, anstatt seine eigentlich vorgezeichnete Universitätskarriere zu verfolgen.
In 14 seiner Werke verarbeitete Genevoix seine Kriegserlebnisse und verfasste Reflexionen über seine Zeit als Soldat, basierend auf im Felde gemachten Notizen. Diese Kriegserzählungen sind wichtige erinnerungskulturelle Bezugspunkte in der französischen Darstellung der Ereignisse bei Verdun, so im Mémorial de Verdun.
Den anderen Teil seines Œuvres widmete er den Landschaften, Tieren und Menschen der heimatlichen Loire-Region. Außerdem veröffentlichte er Erzählungen von seinen Aufenthalten in Kanada (insbesondere in der Region der Rocky Mountains) und in Afrika.
1925 erhielt Genevoix den Prix Goncourt für seinen Roman Raboliot, erschienen im Verlag Grasset.
1946 wurde er zum Mitglied der Académie française gewählt und war von 1950 bis 1960 im ersten Ausschuss der SPAF Société des Poètes et Artistes de France (Gesellschaft der Dichter und Künstler in Frankreich) tätig.
Ebenso engagierte er sich im Vereinswesen zur französisch-amerikanischen Völkerfreundschaft.

## Gedenken
Sein Wohnsitz in der Gemeinde Saint-Denis-de-l’Hôtel, den er 1929 erworben hatte, ist noch heute im Besitz der Familie. Ganz in der Nähe wurde neben der Kirche ein altes Winzerhaus in ein Museum umgewandelt, das dem Leben und Werk von Maurice Genevoix gewidmet ist.
Sein Grab befindet sich auf dem Cimetière de Passy in Paris. 
Im November 2018 kündigte Staatspräsident Emmanuel Macron an, dass im Jahr 2019 Genevoix’ sterbliche Überreste „stellvertretend für die Generation 1914“ ins Panthéon überführt werden sollten. Der Termin wurde letztlich auf den 11. November 2020 verschoben.

## Werke
- Oeuvres complètes, 22 Bde., Genf: Edito 1973.

Kriegserlebnisse
- Sous Verdun (1916),
- Nuit de guerre (1917),

- Au seuil de guitounes (1918),

- La Boue (1921),

- Les Éparges (1923),

zusammengefasst in dem Band Ceux de 14. Sous Verdun erschien 2014 erstmals in deutscher Übersetzung: Die von 14: Vor Verdun (VAT Verlag, ISBN 978-3955180089).